# La Tourmente (film, 1930)
Pour les articles homonymes, voir La Tourmente.
Pour plus de détails, voir Fiche technique et Distribution.
La Tourmente (The Storm) est un drame américain réalisé par William Wyler, sorti en 1930.

## Synopsis
Deux amis inséparables, Burr et Dave, se disputent l'amour d'une femme, Manette Fachard, la fille d'un contrebandier français. Le trio, réfugié dans une cabane, est confronté à une violente tempête...

## Fiche technique
- Titre original : The Storm
- Titre français : La Tourmente
- Réalisation : William Wyler
- Scénario : John Huston, Charles Logue, Tom Reed et Wells Root
- Photographie : Alvin Wyckoff
- Production : Carl Laemmle
- Société de production et de distribution : Universal Pictures
- Pays d'origine : États-Unis
- Format : Noir et blanc - 35 mm - 1,37:1 - Son : Mono
- Genre : drame
- Durée : 80 minutes
- Date de sortie : 
  - États-Unis : 22 août 1930

## Distribution
- Lupe Vélez : Manette Fachard
- Paul Cavanagh : Dave Stewart
- William 'Stage' Boyd : Burr Winton
- Alphonse Ethier : Jacques Fachard
- Ernie Adams : Johnny Behind the 8-Ball
- Tom London : un policier monté